# رنو جی‌اس
رنو جی‌اس (Renault GS) خودرویی است که در سال‌های ۱۹۲۰ تا ۱۹۲۵توسط رنودر فرانسه تولید شده‌است.
این خودرو در کلاس خودرو سایز متوسط قرار گرفته و طراحی آن خودروهای موتور جلو-محور عقب بوده است.
موتور آن ۲۱۲۰ سی‌سی سیستم جعبه‌دندهٔ آن ۳ دنده به صورت دستی است.